# Daddicus Finch
Daddicus Finch (France) ou Pôpatticus Finch (Québec) (Daddicus Finch) est un épisode de la série télévisée d'animation Les Simpson. Il s'agit du neuvième épisode de la trentième saison et du 648e de la série.

## Synopsis
Lors d'un spectacle à l'école de Springfield sur les aliments où les enfants sont déguisés, Lisa intervient pour dénoncer une scène représentant l'abattage d'une vache. Comme elle a interrompu le spectacle, sa scène est annulée. Elle se sent mal, et n'arrive pas à enlever son costume de côte de porc qui la dégoûte. Elle se met à pleurer et Marge pousse Homer à la consoler. Cette dernière trouve qu'il ne s'occupe pas assez de sa fille et ne s'intéresse pas à ce qu'elle fait. Lisa explique à son père qu'elle lit Ne tirez pas sur l'oiseau moqueur. Celui-ci accepte de l'accompagner au centre commercial, mais dans le magasin de vêtements, il s'indigne des tenues proposées aux petites filles qui les sexualisent bien trop jeunes. Lisa, touchée, commence à le visualiser comme le personnage de son livre, Atticus Finch, un avocat défendant de justes causes. Elle se rapproche de lui et se met à le considérer comme son héros. Homer est ému et fier de compter autant pour sa fille, mais leur relation rend Bart jaloux, bien que ce dernier ne comprenne pas bien pourquoi. 
Il décide, sur les conseils express du psy de l'école, d'attirer l'attention de son père par n'importe quel moyen. Avec l'aide de Milhouse qui doit simuler une crise d'asthme, il va intervertir les clés de voitures des invités d'une réception. Il met une belle pagaille, ce qui provoque une bagarre générale. Mais il est dénoncé, voit les invités se retourner contre lui et décidés à le punir. Il demande l'aide de son père qui va réellement se comporter comme Atticus Finch, gardant son calme devant la foule haineuse et armée.

## Réception
Lors de sa première diffusion, l'épisode a attiré 4,33 millions de téléspectateurs.